# R. Scott Bakker
Richard Scott Bakker (Simcoe, Ontario, 2 de febrero de 1967) es un escritor canadiense de literatura fantástica. Su primera obra y más conocida es la trilogía Príncipe de Nada, publicada en España por la editorial Timun Mas.

## Biografía
R. Scott Bakker creció en una granja de tabaco en el área de Simcoe, explorando los densos riscos de la costa norte del lago Erie y trabajando en verano los campos. En 1986 acudió a la Universidad de Western Ontario, donde se licenció en Filología Inglesa, para posteriormente obtener una maestría sobre Teoría y Crítica. Tras completar su formación universitaria con un doctorado en Filosofía en la Universidad de Vanderbilt, se trasladó a London (Ontario) para finalizar su tesis, titulada Verdad y Contexto. Actualmente sigue residiendo allí con su novia Sharron y su gato Scully.
Inicialmente, escribir solo era un hobby, una forma de relajarse cuando los estudios comenzaban a agobiarle. 
Animado por un amigo en Nashville, envió En el principio fue la oscuridad a un agente literario de Nueva York, que pronto vendió el libro a la editorial Penguin Group en Canadá.

### El Segundo Apocalipsis

#### Príncipe de Nada
- En el principio fue la oscuridad (The Darkness That Comes Before, septiembre de 2005).
- El Profeta Guerrero (The Warrior-Prophet, abril de 2006).
- El Pensamiento de las Mil Caras (The Thousandfold Thought, septiembre de 2007).

#### The Aspect-Emperor
- The Judging Eye (2009)
- The White-Luck Warrior (2011)
- The Great Ordeal (2016)
- The Unholy Consult (2017)

La segunda trilogía, que finalmente acabaría siendo una Tetralogía, comienza veinte años después del final de El Pensamiento de las Mil Caras, de cuyos personajes sólo unos pocos participan en el segundo ciclo. 
En conjunto, Príncipe de Nada y The Aspect-Emperor forman la secuencia El Segundo Apocalipsis, que en un primer momento fue anunciada como la suma de tres trilogías; finalmente, un cambio de planes llevó a que la secuencia fuera cerrada con un total de siete novelas. El propio Bakker ha comentado en diversas ocasiones que el conjunto de la historia la imaginó durante sus años de instituto, en los 80.
R. Scott Bakker ha escrito también un thriller de ciencia ficción titulado Neuropath (Neurópata, 2008).